# Las Juanas (1997)
Las Juanas é uma telenovela colombiana produzida pela RCN Televisión e exibida pelo Canal A entre 23 de janeiro de 1997 e 2 de janeiro de 1998.
Foi protagonizada por Angie Cepeda, Rafael Novoa, Catherine Siachoque, Carolina Sabino, Xilena Aycardi e Susana Torres e antagonizada por Judy Henríquez, Katherine Vélez e Miguel Varoni.

## Sinopse
Juana Valentina Echenique é uma bela e jovem mulher ativa que mora com sua mãe Rosaura e uma amiga da família chamada Teresalsura em Barranquilla . Em idade, ela é a mais velha das Juanas, e a única que teve um pai adotivo que a reconheceu. Ela ganha a vida gerindo habilmente a venda de eletrodomésticos que sempre foi o negócio familiar.
Antes de morrer, Rosaura confessa a Juana Valentina que Gonzalo Echenique, o falecido pai de Juana Valentina, não era realmente seu pai biológico. Rosaura conheceu o pai real de Juana Valentina em uma noite de lua cheia e carnaval em Puerto Colombia . A única coisa que ela sabe é que este homem se chama Calixto, que vive em Corozal e que tem uma mancha de mostarda de peixe onde suas costas terminam exatamente como a de Juana Valentina; Depois disso, ele nunca mais o viu. Após a morte de sua mãe, Juana Valentina decide viajar para Corozal com Teresalsura em busca de seu pai real.
Calixto Salguero é um homem de classe alta de Corozal que mora com sua esposa Doña Cuadrado de Salgueroe seu filho Rubén , a família possui grandes extensões de terra que eles usam para a agricultura e é disso que vivem. No dia em que Juana Valentina chegar em Corozal, Calixto viaja para a fazenda para ver que tudo corre bem nas terras; No entanto, a viagem será interrompida, já que Calixto é atingido por um raio no meio do campo sem motivo, pois foi um dia ensolarado. A coisa mais estranha da situação é que, além de queimar a placa do cinto e queimaduras muito claras em suas mãos, Calixto está intacto. Pensando que isso pode ser um sinal divino, Calixto decide retornar a Corozal nesse mesmo dia.
Depois de olhar em várias partes de Corozal, Juana Valentina consegue encontrar a casa de Calixto, mas quando ela chega lá, Calixto ainda não voltou da fazenda, então Rubén é quem cuida dela. Imediatamente, Juana Valentina e Rubén são impressionadas um com o outro. No dia seguinte, Juana Valentina retorna à casa de Calixto e desta vez é atendido por ele e sua família. Depois de lhe fazer algumas perguntas para se certificar de que ele é o Calixto que está procurando, Juana Valentina confessa ao ceticismo da família Salguero que ela é realmente a filha de Calixto e, portanto, a irmã de Rubén. Além disso, ele diz-lhes que seu objetivo de viajar lá era simplesmente que ele sabia de sua existência e, como ele conseguiu, ele só quer voltar para Barranquilla.
Diante dessa notícia, Calixto acaba convencido de que o relâmpago era, de fato, um sinal divino e, portanto, chegou a hora de contar toda a verdade à família e alterar os erros do passado: ele realmente conheceu Rosaura em Puerto Colombia, mas a história Não termina por lá. Meses depois, ele e Doña viajaram para uma peregrinação a Planeta Rica, onde Calixto conheceu uma mulher chamada Consolación com quem ele também era. Pouco depois, a mãe de Doña morreu, então eles tiveram que viajar para Sahagún (onde Doña e sua família eram originárias) para o funeral, lá Calixto conheceu um amigo de infância de Doña com quem ela também estava. Meses depois e após várias tentativas mal sucedidas de ter um filho, eles decidiram ir para Carmen de Bolívaronde um curandeiro para ver se com feitiços Doña conseguiu engravidar, enquanto ela foi a essas sessões, Calixto encontrou uma mulher chamada Remedios com quem ele também era. Finalmente, em uma viagem a Santa Marta, Calixto teve sua última aventura com outra mulher chamada Ana Linda. Conclusão: Calixto não foi infiel a Doña uma vez, mas cinco vezes e Calixto poderia muito bem ter quatro outros filhos além de Juana Valentina e Rubén. Essa terrível confissão faz com que Doña não fale novamente para Calixto e se encha de rancor em direção a Juana Valentina.
Calixto, com a ajuda de Rubén, consegue convencer Juana Valentina a ficar e ajudá-los a procurar essas quatro mulheres do passado de Calixto e descobrir se esses amores também nasceram. Juana Valentina e Rubén começam a visitar todos os municípios que Calixto estava no passado e para sua surpresa, descobriram que essas quatro mulheres não tinham filhos, mas filhas e que essas filhas também são chamadas de Juana e também a mancha de mostarda com a forma de um peixe

## Elenco
- Angie Cepeda - Juana Valentina Echenique/Salguero
- Rafael Novoa - Juan Rubén Calixto Salguero
- Catherine Siachoque - Juana Caridad Galante/Salguero
- Judy Henríquez - Doña Cuadrado de Salguero (Doña Doña)
- Pepe Sánchez - Calixto Salguero
- Xilena Aycardi - Juana Manny Cruz/Salguer
- Susana Torres - Juana Bautista Cordero/Salguero
- Carolina Sabino - Juana Matilde Estañíz/Salguero
- Miguel Varoni - Manuel Efe Cuadrado
- Mile - Teresalsura
- Jennifer Steffens - Rosaura de Echenique
- Iván Rodríguez - Jeremías Guerra
- Astrid Junguito - Margarita Cruz
- Fernando Villate - Todoelmundo
- Katherine Vélez - Yolanda ex de Cabrales
- Evelyn Santos - María Delia Espina
- Jorge Cárdenas - Octavio Portorreal
- Freddy Flórez - Poncho Sarmiento
- Orlando Lamboglia - Mauricio Fuentelafría
- Alfonso Peña - Gualberto
- Nicolás Tovar - Miguel Tejero
- Miguel El Happy Lora - El Happy
- Juan Mario de la Espriella - Lázaro
- Miguel Oliver Blanco - "El Diablo"
- Rafael Cardozo - Orlando Angulo "El Hombre Lobo"

## Versões
- Las Juanas - Telenovela mexicana produzida pela TV Azteca em 2004 e protagonizada por Ana Serradilla, Claudia Álvarez, Martha Higareda, Vanessa Cato e Paola Núñez[2].

- Hijas de la luna - Telenovela mexicana produzida pela Televisa em 2018 e protagonizada por Michelle Renaud, Geraldine Galván, Jade Fraser e Lore Graniewic[3].

## Prêmios e indicações

### Prêmio TVyNovelas
| Ano  | Categoria                                          | Nominado        | Resultado |
| ---- | -------------------------------------------------- | --------------- | --------- |
| 1998 | Melhor telenovela                                  | Las Juanas      | Ganhadora |
| 1998 | Melhor atriz protagonista de telenovela            | Angie Cepeda    | Nominada  |
| 1998 | Melhor ator protagonista de telenovela             | Rafael Novoa    | Ganhador  |
| 1998 | Melhor atriz antagonista de telenovela             | Katherine Vélez | Ganhadora |
| 1998 | Melhor ator antagonista de telenovela              | Miguel Varoni   | Ganhador  |
| 1998 | Melhor ator de reparto de telenovela de telenovela | Jorge Cárdenas  | Nominado  |
| 1998 | Melhor livretista de telenovela                    | Amparo de Gómez | Nominada  |
| 1998 | Melhor diretor de telenovela                       | Toni Navia      | Nominada  |
| 1998 | Melhor tema musical                                | Las Juanas      | Ganhadora |

### Prêmios India Catalina
| Ano  | Categoria                               | Nominado                                                                           | Resultado  |
| ---- | --------------------------------------- | ---------------------------------------------------------------------------------- | ---------- |
| 1998 | Melhor telenovela                       | Melhor telenovela                                                                  | Ganhadora  |
| 1998 | Melhor atriz protagonista de telenovela | Angie Cepeda, Carolina Sabino, Xilena Aycardi, Catherine Siachoque e Susana Torres | Ganhadoras |
| 1998 | Melhor ator de reparto de telenovela    | Pepe Sánchez                                                                       | Nominado   |
| 1998 | Melhor atriz de reparto de telenovela   | Judy Henríquez                                                                     | Nominada   |

### Prêmios Simón Bolívar
| Ano  | Categoria                            | Nominado          | Resultado |
| ---- | ------------------------------------ | ----------------- | --------- |
| 1998 | Melhor telenovela                    | Melhor telenovela | Ganhadora |
| 1998 | Melhor ator de reparto de telenovela | Miguel Varoni     | Ganhador  |
| 1998 | Melhor ariz de reparto de telenovela | Katherine Vélez   | Ganhadora |